# Granden

Heraldische Krone eines Granden

Granden (spanisch Grandes) sind die Inhaber eines Grandentitels im Königreich Spanien. Dieser Zusatz-Titel ist in aller Regel, aber nicht notwendig, an einen Adelstitel des spanischen Adels gebunden und wird vom Monarchen erblich verliehen. Der Grandentitel verschafft seinen Inhabern den protokollarischen Vortritt vor anderen Adligen.
Von den Grandes de España unterschieden werden die Titulados (titulierten Adligen), welche die Rangtitel Príncipe, Duque, Marqués, Conde, Vizconde und Barón tragen. Während alle (königlichen) Prinzen/Prinzessinnen den Grandentitel ehrenhalber und alle Herzöge/Herzoginnen (Duques) ihn erblich tragen, ist er mit den übrigen Rangtiteln nur in selteneren Fällen verbunden. Den untitulierten Adel bilden demgegenüber die Hidalgos.

## Rechte und Pflichten
Unter Grande verstand man im Königreich Kastilien seit dem 13. Jahrhundert einen Titel für den höchsten Adel, zu dem außer den Verwandten des königlichen Hauses alle durch Ahnen und Reichtum hervorragenden Leute gezählt wurden. Die Grand señores standen über den ricohombres, einer weiter gefassten adeligen Oberschicht. Im Besitz königlicher Lehen, waren die Granden dem König zum Kriegsdienst und zur Stellung einer individuell bestimmten Anzahl von Lanzen verpflichtet. Überdies besaßen sie ihre Würde erblich, waren frei von Steuern, durften ohne besonderen Befehl des Königs vor keinen Gerichtshof gezogen werden und konnten sich sogar in gewissen Fällen ihrer dem König zu leistenden Lehenspflicht entziehen und anderen Fürsten dienen. Dies ging in der Praxis zeitweise bis zum Missbrauch ihrer Rechte, wenn Granden die Könige bekämpften. Sie hatten eine Anwartschaft auf die höchsten Staatsämter, die gewöhnlich mit ihnen besetzt wurden. Bis heute haben sie gewisse zeremonielle Rechte, etwa in Gegenwart des Königs ihr Haupt zu bedecken, oder vom König mit Mi primo („mein Vetter“) angeredet zu werden, im Gegensatz zu Mi Pariente („mein Verwandter“) für die übrigen Adligen. Bei den Cortes, die anfangs nur aus ihnen und den Bischöfen bestanden, hatten sie ihren Platz unmittelbar hinter den Prälaten und vor den Titulados und genossen noch andere äußere Auszeichnungen, wie z. B. den Fußkuss.
Grande war im Mittelalter ein Oberbegriff für die Zugehörigkeit zu einem bestimmten Stand, der seinerseits in sich gegliedert und abgestuft war. In neuerer Zeit, seit Karl V., wurde Grande von Spanien zu einem reinen Ehren- und Zusatztitel, den der König den Trägern bestimmter Adelstitel (welche oft weit älter als die spanische Monarchie sind) zusätzlich verleiht und der gewöhnlich hinter dem Namen/Rangtitel als G.E. abgekürzt wird. Die Grandenwürde ist daher in der Regel an bestimmte erbliche Adelstitel gebunden. Die Grandeza de España hat somit eine gewisse Ähnlichkeit mit der Rangstellung eines Pair von Frankreich, die ebenfalls im Recht der Kopfbedeckung zum Ausdruck kam. Anders als die englischen (später britischen) Peers hatten die Granden in der Neuzeit jedoch keine parlamentarischen Rechte der Mitgliedschaft in einem Oberhaus, mit kurzzeitiger Ausnahme 1834–36. In der protokollarischen Rangordnung haben die Granden Vortritt vor allen anderen Adligen, auch wenn diese höhere Adelstitel tragen.
Der Grandenstand ist fast immer an bestimmte Adelstitel gebunden und wird mit diesen vererbt. 2018 gab es 417 Grandentitel, die mit einigen der insgesamt 2.942 spanischen Adelstiteln verbunden sind, darunter (alle) 153 Herzogstitel, von den übrigen Rangtiteln aber nur einige: 142 Markgrafentitel, 108 Grafentitel, 2 Vizegrafen, 2 Barone sowie 7 erbliche, aber nicht-titelgebundene Grandenwürden. Da viele dieser Titel in den Händen einiger weniger Personen liegen (z. B. führte die 18. Duquesa de Alba insgesamt 50 Titel), gibt es also weit weniger als 404 individuelle Träger der Grandenwürde. Gegenwärtig (Dezember 2019) hält die 20. Herzogin von Medinaceli, Prinzessin Victoria zu Hohenlohe-Langenburg, mit 43 Adelstiteln nicht nur die meisten Adelstitel der Welt, sondern mit 10 grandezas auch die höchste Anzahl an Grandenwürden, noch vor dem heutigen Herzog von Alba.

## Geschichtliche Entwicklung
Unter Isabella und Ferdinand dem Katholischen wurde die Macht dieses hohen Lehnsadels gebrochen, und Karl V. wandelte ihn in einen von der Krone abhängigen Hofadel um. Die bis in die Gegenwart gültige Titular-Eigenschaft der Grandenwürde, die allein vom König verliehen wird, im Gegensatz zur ursprünglichen Bedeutung einer Zugehörigkeit zur obersten Kaste der Ständeordnung, geht auf ihn zurück. Die Grandenwürde kann auch an Ausländer verliehen werden, so erhielt sie etwa Saint-Simon als französischer Botschafter.
Während der kurzen Herrschaft Joseph Napoleons wurde die Grandenwürde abgeschafft, nach der Restauration zwar wiederhergestellt, ohne dass jedoch wesentliche Vorrechte damit verknüpft wurden. Durch das Estatuto real vom 10. April 1834 wurde den Granden der erste Platz in der Estamento de Próceres (Kammer der Pairs) eingeräumt, die aber nur bis 1836 existierte. Die Spanische Verfassung von 1837 hob in ihren Artikeln 4 bis 6 sämtliche Adelsprivilegien auf und stellte Adel und Bürgertum rechtlich gleich. Artikel 47 ermöglichte dem König aber weiterhin die Verleihung von Titeln, wie dies bis heute geschieht. Die Erste Spanische Republik von hob die Titel 1873 auf, König Alfons XII. stellte die Grandenwürde zwei Jahre später wieder her. Die Verfassung der spanischen Republik von 1931 hob die Grandenwürde wie den Adel insgesamt auf. Im Spanischen Bürgerkrieg kamen manche Granden um. Unter Francisco Franco wurde der Grandentitel im Jahre 1948 wieder eingeführt, weitgehend aber nur mit den alten zeremonielle Rechten. Die letzten Privilegien der Granden, die 1984 abgeschafft wurden, waren Diplomatenpässe und diplomatische Immunität. Die zeremoniellen Rechte, wie das Tragen einer Kopfbedeckung in Anwesenheit des Monarchen oder die Anrede Mi primo durch diesen, bestehen aber weiterhin. Auch wird ein öffentliches Register über die Grandes geführt.
Der Grandenstand existierte auch im mittelalterlichen Königreich Portugal. Im Kaiserreich Brasilien wurden die höchsten Würdenträger des Staates ebenfalls als Grandes do Império bezeichnet.

## Klassen
Seit Karl V. teilen sich die Granden in drei Klassen:
- Den Granden erster Klasse befahl der König, sich zu bedecken, ehe sie ihn angeredet hatten
- die der zweiten Klasse erhielten diese Weisung erst, nachdem sie geredet hatten, und vernahmen des Königs Antwort mit bedecktem Haupt
- die der dritten Klasse durften sich erst nach Vernehmung der Antwort des Königs bedecken.

Die Granden führen den Titel Exzellenz.

## Weitere Verwendungen
Auch die Gruppe der landadeligen Offiziere in der New Model Army zur Zeit des Englischen Bürgerkriegs wurde informell als Granden (Grandees) bezeichnet. Sie waren die Gegenspieler der Levellers.